# Ігнац Амадеюс Тедеско
Ігнац Амадеюс Тедеско (нім. Ignaz Amadeus Tedesco; 3 лютого 1815, Прага — 13 листопада 1882, Одеса) — піаніст і музичний педагог родом з чеських євреїв.

## Біографія
Навчався в Празі у Йозефа Трібензее і Вацлава Томашека, там же почав викладати сам (серед його празьких учнів, зокрема, Юліус Шульгоф). Віртуозний піаніст, у другій половині 1830-х рр. багато концертував у Німеччині, отримавши прізвисько «Ганнібал октав». У 1840 році влаштувався в Одесі, даючи уроки фортепіанної гри, і провів тут майже все життя, широко гастролюючи в південній частині Російської Імперії, зокрема найбільше на території сучасної України, але виступав також і в Санкт-Петербурзі (1847), Гамбурзі (1848), Лондоні (1856) та ін.
Ігнацію Тедеско належить більше 70 творів для фортепіано, в тому числі концерт, ноктюрни, мазурки й інші салонні п'єси, а також транскрипції оперних арій і фортепіанні переклади народних пісень, які складають більше двох третин його спадщини. Серед численних одеських учнів Тедеско була і мати Бориса Пастернака, піаністка Роза Кауфман.